# Bakırcı Ahmed Pascha
Bakırcı Ahmed Pascha, auch  Kara Ahmed Pascha, (* 16. Jahrhundert in Kayseri; † 1635 in Istanbul) war ein osmanischer Staatsmann und von 1633 bis 1635 Gouverneur des Eyâlet Ägypten. Sein Beiname Bakırcı bedeutet Kupferschmied, den Beinamen Kara (dt. Schwarz) soll er aufgrund seiner dunklen Augen erhalten haben.

## Leben
Ahmed Pascha wurde im anatolischen Kayseri geboren. 1630/31 wurde er Kethüda bei den Torwächtern, 1632/33 dann zum Obersten Stallmeister (Mirahur) befördert. Er wurde 1633 Wesir und im gleichen Jahr Gouverneur von Ägypten.
Im August 1633 befahl Sultan Murad IV. Ahmed Pascha die Übersendung von 2.000 Soldaten, 5.000 Qintār (ca. 225.000 Kilogramm) Keksen und 4.000 Qintār (180.000 Kilogramm) Schießpulver nach Syrien, wo der Herrscher einen Feldzug gegen den Drusen-Emir vorbereitete. Ahmed Pascha sandte alles bis auf die 2.000 Soldaten und entschied sich stattdessen für die Entsendung von nur 500 Soldaten, angeführt von Emir Defterdar Hasan Bey, der vor der Ankunft von Ahmed Pascha in Ägypten als Kaymakam (amtierender Gouverneur) fungiert hatte.
Ahmed Pascha erhielt seinen Beinamen „Bakırcı“ („Kupferschmied“) durch eines der Hauptprobleme seiner Amtszeit: das Prägen neuer Kupfermünzen für Ägypten infolge des Kupfermangels in der Region. Um kleine Stückelungen zu prägen, bat Ahmed Pascha den Sultan, ihm 1.000 Zentner Kupfer zu schicken. Der Sultan schickte ihm zwölfmal so viel, rund 12.000 Zentner, und bat um dessen Wert in Münzen, der sich auf 300.000 Goldstücke belief. Um das Kupfer in Münzen umzuwandeln, versammelte Ahmed Pascha die Sandschakbeys Ägyptens, um ihre Meinungen zu hören. Sie schlugen vor, das Kupfer in Obolus-Münzen zu verwandeln. So stellte Ahmed Pascha so viele Schmiede und Arbeiter wie möglich an, um das Kupfer in Münzform zu wandeln. Es stellte sich jedoch heraus, dass die von den Arbeitern produzierte Münzprägung nur etwa die Hälfte der alten Obolus-Münzen wert war. Dies führte zu einer starken Inflation in Ägypten. Außerdem begannen viele der Arbeiter an der Hitze in der Werkstätten zu sterben. Nach der Inspektion der Werkstätten stornierte Ahmed Pascha die Münzprägung und schickte die Arbeiter nach Hause.
Einige Tage später versammelte Ahmed Pascha die örtlichen Emire und Qadis und bat sie um Rat, was mit dem bereits geprägten minderwertigen Kupfer zu tun sei. Einer der Kadis schlug vor, dass der Pascha die neu geprägten Münzen unter der Bevölkerung verbreiten könnte, indem sie die Kupfermünzen gegen ihr vorhandenes Geld eintauschen könnten. Obwohl dies nicht der ursprüngliche Plan des Paschas war (der darin bestand, das Kupfer zu Keilen zu machen und es nach Takrur und Subsahara-Afrika zu schicken und die 300.000 Goldmünzen des Sultans aus seiner eigenen Tasche zu erstatten), erwärmte er sich bald für die Idee. Die Verteilung des Kupfers begann am 13. Januar 1634 und dauerte bis Oktober. Anfangs erhielten die meisten Bürger die gleiche Sorte Geld für den Umtausch, im Verlauf der Verteilung erhielten die Menschen schließlich im Februar 1635 80 Cent für 45 Kilogramm Kupfer (anstelle der normalen 45 Cent für 45 Kilogramm), d. h. die Regierung verlor Geld.
Ebenfalls im Februar 1635 orderte der Sultan bei Ahmed Pascha 3.000 Soldaten und 3.000 Qintār (135.000 Kilogramm) Schießpulver für einen Feldzug gegen das persische Safawiden-Reich. Noch im gleichen Jahr wurde Ahmed Pascha wegen Grausamkeit aus dem Amt entlassen, für den Verlust bei dem Geldumtausch oder aufgrund der Militärpolitik, da Ahmed Pascha nur einfache Soldaten schickte und für die besseren Truppen Geld verlangte. Als er Ägypten verließ, weigerte er sich, die üblichen Gebühren zu zahlen, die die osmanischen Gouverneure Ägyptens an die Provinzkasse für den während ihrer Amtszeit verursachten Schaden zahlen mussten, und entschied sich stattdessen, sich dem Urteil des Sultans zu unterwerfen. Als er in Istanbul ankam, wurde Ahmed Pascha bald darauf auf Befehl des Sultans hingerichtet.